# 段霸
段 覇（だん は、生没年不詳）は、北魏の宦官。本貫は雁門郡原平県。

## 経歴
後燕の広武県令の段乾の子として生まれた。北魏の道武帝が騎兵を派遣して雁門を攻略させると、段覇は幼くして捕らえられ、去勢された。父の段乾はまもなく郷里の部曲を率いて北魏の雲中郡に帰順した。
段覇は若くして謹直で俊敏なことで知られ、諸官を歴任して中常侍・中護軍将軍・殿中尚書に上り、寿安少府を兼ね、武陵公の爵位を受けた。後に安東将軍・定州刺史として出向した。前定州治中の張渾が段覇の定州での不正な蓄財を告発したため、段覇は郷里に帰った。段覇は召喚されたが、出頭しようとしなかったため、太武帝は段覇の不実に怒って斬ろうとした。皇太子の拓跋晃が取りなしたため、段覇は免官のうえ庶人とされるにとどまった。

## 伝記資料
- 『魏書』巻94 列伝第82
- 『北史』巻92 列伝第80